# Lennart C.F. Hanson
Lennart Carl Folke Hanson, Lennart C.F. Hanson, född 31 januari 1930 i Vasa församling i Göteborg, död 14 juni 2010 i Älvsborgs församling i Västra Götalands län, var en svensk psykiater.
Efter studentexamen i Göteborg 1948 blev Hanson medicine kandidat 1952, medicine licentiat 1956 och medicine doktor och docent i Göteborg 1967 på avhandlingen Om monoaminernas roll för psykofarmakas effekter på betingat beteende. Han innehade olika läkarförordnanden 1953–1957, var underläkare på Lillhagens sjukhus 1957–1963 och hade arvodestjänstgöring vid Betaniastiftelsens sjukhem i Göteborg 1954–1962, blev klinisk amanuens vid psykiatriska universitetskliniken i Göteborg 1963, biträdande överläkare där 1965 och överläkare där och vid Aleforshemmet från 1969.
Han var från 1953 gift med Torborg Wahlgren-Hanson (1929–1993).

## Fotnoter
1. ↑  Sveriges befolkning 1970, CD-ROM, Version 1.04, Sveriges Släktforskarförbund (2002).
2. ↑  Universitetet i Göteborg i Sveriges statskalender 1972
3. ↑  Göteborgs kommun i Sveriges statskalender 1978
4. ↑  Sveriges befolkning 1990, CD-ROM, Version 1.00, Riksarkivet (2011).
5. ↑  Sveriges Dödbok 1901–2009, DVD-ROM, Version 5.00, Sveriges Släktforskarförbund (2010).